# Ultimi Scopuli
Ultimi Scopuli est une région située près du pôle Sud de Mars avec de nombreux escarpements (scopuli).

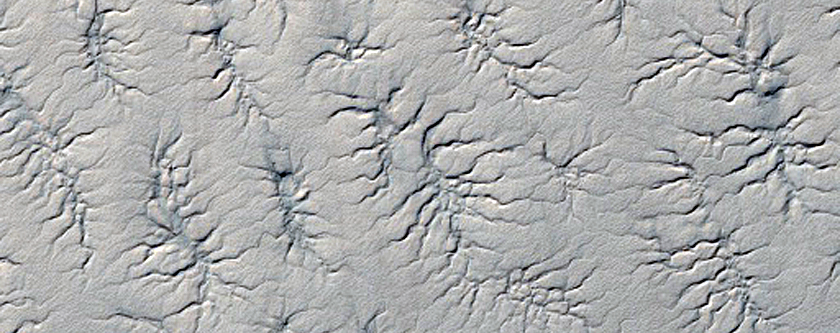
Vue d'une partie d'Ultimi Scopuli prise par HiRISE le 2 juillet 2009
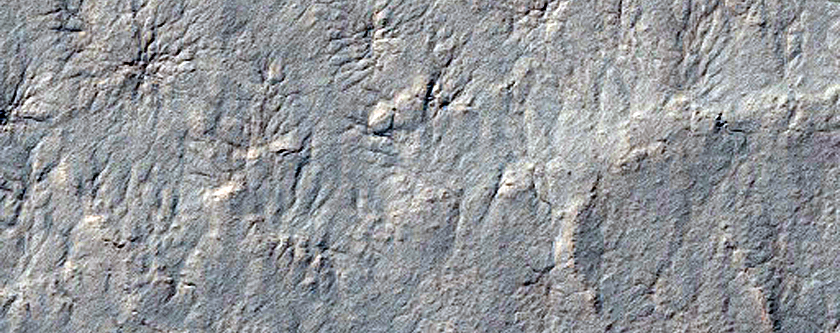
Vue d'une partie d'Ultimi Scopuli prise par HiRISE le 8 juillet 2009